# Лапаївська сільська рада
Лапаївська сільська рада — орган місцевого самоврядування у Пустомитівському районі Львівської області з адміністративним центром у с. Лапаївка.

## Загальні відомості
Історична дата утворення: в 1993 році. Водоймища на території, підпорядкованій даній раді: річка Вишенька.

## Населені пункти
Сільраді підпорядковані населені пункти:
- с. Лапаївка
- c. Холодновідка

## Склад ради
- Сільський голова: Заблоцький Ярослав Володимирович
- Заступник сільського голови: Мацелко Володимир Іванович
- Секретар сільської ради: Островська Любов Іванівна
- Бухгалтер сільської ради:
- Спеціаліст-землевпорядник: Ілейко Мирослав Іванович, Ілейко Мирон Іванович
- Загальний склад ради: 24 депутатів

### Керівний склад ради
| ПІБ                               | Основні відомості                                                 | Дата обрання | Дата звільнення |
| --------------------------------- | ----------------------------------------------------------------- | ------------ | --------------- |
| Заблоцький Ярослав Володимирович  | Сільський голова, 1952 року народження, освіта, безпартійний      | 26.03.2006   | 31.10.2010      |
| Заболоцький Ярослав Володимирович | Сільський голова, 1952 року народження, освіта вища, безпартійний | 31.10.2010   |                 |

Примітка: таблиця складена за даними джерела

### Депутати
Результати місцевих виборів 2010 року за даними ЦВК
| № зп                                   | № округу                               | Прізвище, ім'я, по батькові            | Дата визнання обраним                  | Відомості про обраного депутата                                                                              |
| Партія Християнсько-Демократичний Союз | Партія Християнсько-Демократичний Союз | Партія Християнсько-Демократичний Союз | Партія Християнсько-Демократичний Союз | Партія Християнсько-Демократичний Союз                                                                       |
| -------------------------------------- | -------------------------------------- | -------------------------------------- | -------------------------------------- | --- |
| 1                                      | 16                                     | Крижанівський Роман Петрович           | 03.11.2010                             | Освіта вища, член Партії Християнсько-Демократичний Союз, тимчасово не працює                                |
| Самовисування                          |                                        |                                        |                                        | |
| 1                                      | 1                                      | Островська Любов Іванівна              | 03.11.2010                             | Освіта вища, член Всеукраїнського об'єднання «Батьківщина», Лапаївська сільська рада, секретар ради          |
| 2                                      | 2                                      | Пелех Роман Михайлович                 | 03.11.2010                             | Освіта середня спеціальна, позапартійний, ТзОВ «Поліфрукт», начальник відділу                                |
| 3                                      | 3                                      | Ковальчук Богдан Іванович              | 03.11.2010                             | Освіта вища, член Всеукраїнського об'єднання «Батьківщина», Завод «Лорта», головний конструктор              |
| 4                                      | 4                                      | Витрикуш Андрій Дмитрович              | 03.11.2010                             | Освіта вища, позапартійний, ВАТ «Укртелеком», старший механік                                                |
| 5                                      | 5                                      | Ілейко Мирон Іванович                  | 03.11.2010                             | Освіта вища, позапартійний, Лапаївська сільська рада, спеціаліст-землепорядник                               |
| 6                                      | 6                                      | Гушнянський Тарас Миколайович          | 03.11.2010                             | Освіта незакінчена вища, позапартійний, ТзОВ «Альтком», керівник                                             |
| 7                                      | 7                                      | Спольський Володимир Романович         | 03.11.2010                             | Освіта середня спеціальна, позапартійний, ЗАТ «Київстар», водій                                              |
| 8                                      | 8                                      | Шкварок Андрій Іванович                | 03.11.2010                             | Освіта середня спеціальна, позапартійний, приватний підприємець                                              |
| 9                                      | 9                                      | Мельничин Марія Володимирівна          | 03.11.2010                             | Освіта середня спеціальна, позапартійна, Пустомитівська дорожньо-експлуатаційна дільниця, головний бухгалтер |
| 10                                     | 10                                     | Москалик Олег Степанович               | 03.11.2010                             | Освіта середня спеціальна, член Політичної партії «Наша Україна», тимчасово не працює                        |
| 11                                     | 11                                     | Ярошевич Ігор Богданович               | 03.11.2010                             | Освіта середня, член Соціалістичної партії України, тимчасово не працює                                      |
| 12                                     | 12                                     | Шпачук Ірина Іванівна                  | 03.11.2010                             | Освіта вища, позапартійна, Західноукраїнська Геофізична експедиція, провідний інженер                        |
| 13                                     | 13                                     | Телеглова Тетяна Володимирівна         | 03.11.2010                             | Освіта вища, позапартійна, ТМ «Барвінок», фахівець комп'ютерного обліку                                      |
| 14                                     | 14                                     | Грицько Галина Богданівна              | 26.12.2010                             | Освіта вища, позапартійна, ТзОВ «Потік-експрес», лікар-стоматолог                                            |
| 15                                     | 15                                     | Цісінський Богдан Львович              | 26.12.2010                             | Освіта вища, член Партії Християнсько-Демократичний Союз, Холодновідківська амбулаторія, головний лікар      |
| 16                                     | 17                                     | Попович Анастасія Іванівна             | 03.11.2010                             | Освіта середня спеціальна, позапартійна, ТзОВ «Транс-Сервіс-1», бухгалтер                                    |
| 17                                     | 18                                     | Каліцяк Ігор Мар'янович                | 03.11.2010                             | Освіта середня, позапартійний, приватний підприємець                                                         |
| 18                                     | 19                                     | Гиряк Андрій Богданович                | 03.11.2010                             | Освіта середня спеціальна, позапартійний, Міське комунальне підприємство «Львівводоканал», оператор          |
| 19                                     | 20                                     | Мацелко Володимир Іванович             | 03.11.2010                             | Освіта середня, позапартійний, Лапаївська сільська рада, заступник сільського голови                         |
| 20                                     | 21                                     | Афтанас Андрій Степанович              | 03.11.2010                             | Освіта середня спеціальна, позапартійний, ТзОВ «Трісер Авто Еліт», слюсар                                    |
| 21                                     | 22                                     | Воробель Катерина Іванівна             | 03.11.2010                             | Освіта вища, член Політичної партії «Наша Україна», ТзОВ «Трейд Маркет», продавець-консультант               |
| 22                                     | 23                                     | Антоник Володимир Ігорович             | 03.11.2010                             | Освіта середня, член Всеукраїнського об'єднання «Батьківщина», приватний підприємець                         |
| 23                                     | 24                                     | Ілейко Мирослав Іванович               | 14.11.2010                             | Освіта вища, позапартійний, Лапаївська сільська рада, спеціаліст землевпорядник                              |